# Monobactame
| Monobactame mit dem blau markierten β-Lactamring |
| Aztreonam                                        |
| Tigemonam                                        |

Monobactame (beispielsweise Aztreonam und Tigemonam) sind Arzneistoffe, die als Antibiotika eingesetzt werden. 

## Herstellung und Struktur
Monobactame sind semisynthetische Antibiotika. Sie werden von gramnegativen Bakterien produziert und anschließend synthetisch modifiziert. Sie enthalten – wie zahlreiche andere β-Lactamantibiotika – einen monozyklischen β-Lactam-Ring jedoch keinen weiteren anellierten Ring.

## Anwendung
Monobactame sind β-Lactamase-stabil, werden jedoch von Extended Spectrum β-Lactamasen (ESBL) gespalten. Sie werden aus dem Magen-Darm-Trakt nicht resorbiert und müssen daher parenteral verabreicht werden. Ihr Wirkungsspektrum umfasst nur gramnegative Erreger. Sie zeigen keine Wirkung bei anaeroben und grampositiven Keimen. Ihr therapeutisches Anwendungsgebiet ist meist auf Personen mit Penicillin- und Cephalosporin-Allergie beschränkt.